# Niederösterreichische Escompte-Gesellschaft
Die Niederösterreichische Escompte-Gesellschaft war eine Großbank der österreichischen Donaumonarchie.

## Geschichte

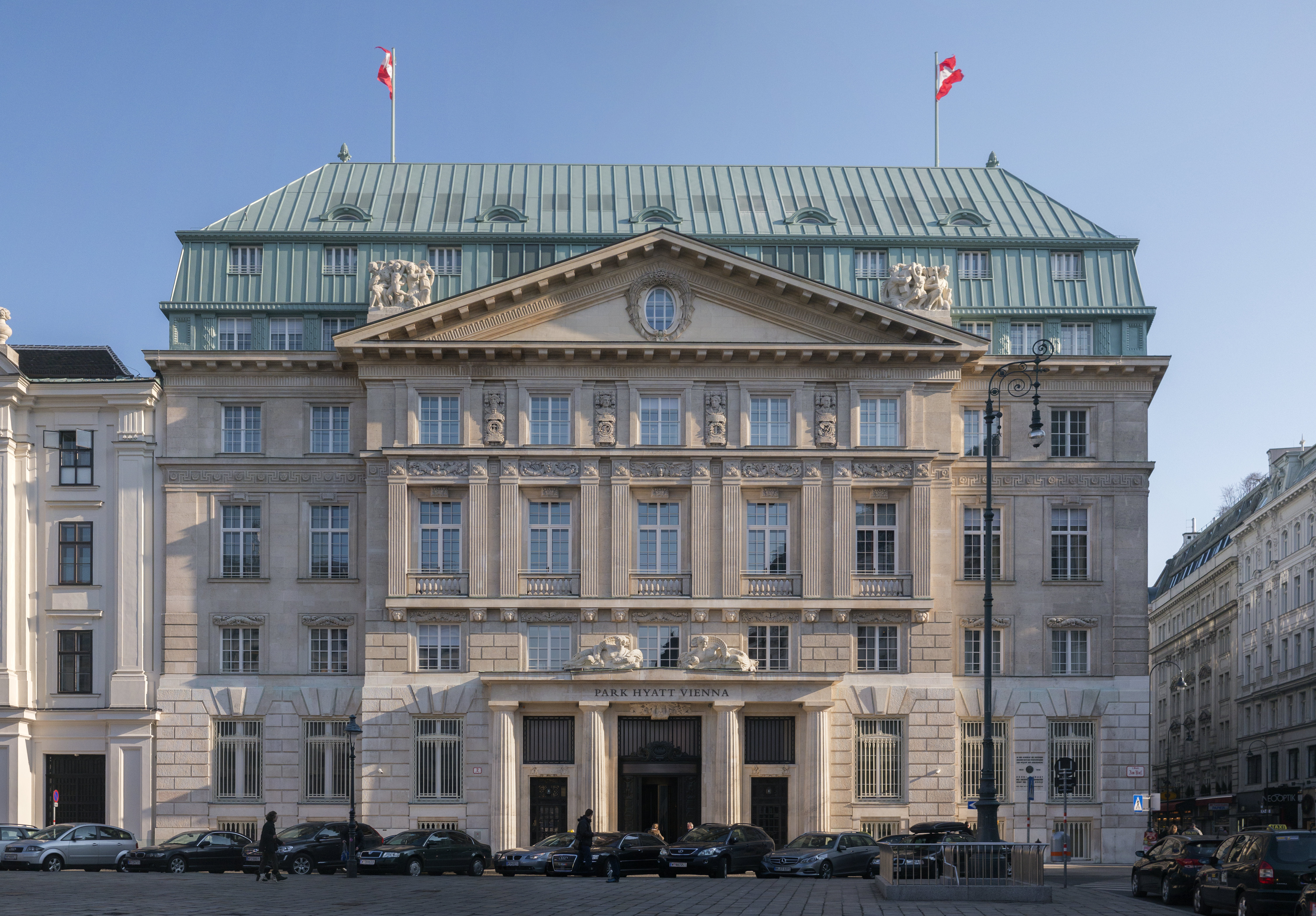
Am Hof 2, ehem. Hauptsitz der Niederösterreichischen Escompte-Gesellschaft, seit 2014 Park Hyatt Vienna

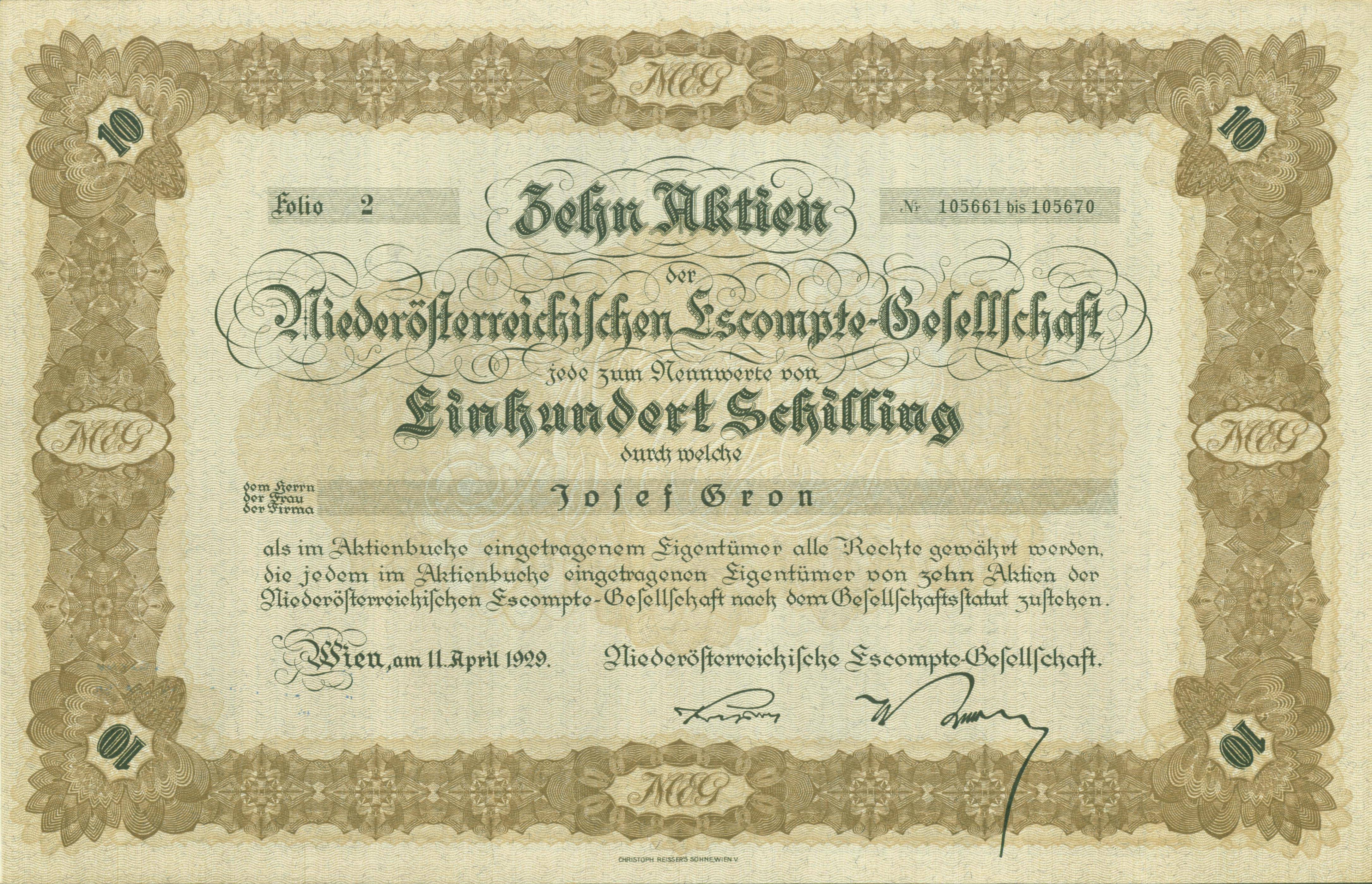
Sammelaktie über 10 × 100 Schilling der Niederösterreichischen Escompte-Gesellschaft vom 11. April 1929

Das 1853, also zwei Jahre vor der Creditanstalt, in Form einer Aktiengesellschaft gegründete Institut wurde nach dem Vorbild des belgischen Comptoir d’Escompte und der Berliner Disconto-Gesellschaft eingerichtet. Das eingezahlte Kapital betrug 5 Millionen Österreichische Gulden. Aktionäre hatten einen maximalen Kreditrahmen im Ausmaß von 2 % des eingezahlten Kapitals, anfänglich war die Teilnahme an der Gesellschaft an einen Wohnsitz in Niederösterreich (damals inklusive Wien) gebunden.
Das Institut hatte eine Pionierfunktion im österreichischen Mobilbankenwesen, widmete sich aber vorwiegend dem Wechsel- und dem Kontokorrentkredit. Es beschränkte sich zwar noch um die Jahrhundertwende auf einen „relativ engen und exklusiven Kundenkreis“, zählte aber dennoch um 1910 zu den sieben größten Wiener Banken und beherrschte als Alleineigentümer die Böhmische Escompte-Bank (Bebca), eine der drei größten deutsch-böhmischen Geschäftsbanken. Es war damit führend in der Prager Eisenindustrie-Gesellschaft engagiert. Leiter des Instituts war damals (als Vizepräsident) Max Feilchenfeld, ein enger Vertrauter des Industriellen Karl Wittgenstein.
Die Niederösterreichische Escompte-Gesellschaft war in den letzten Jahren der Donaumonarchie mehrfach bei der Umwandlung von Personenunternehmen in Aktiengesellschaften tätig, etwa im Fall Hutter & Schrantz und Béla Egger. Zu den so von der Bank mitbegründeten Unternehmen bzw. diejenigen an denen die Escomptegesellschaft (oftmals gemeinsam mit anderen Großbanken) teilweise größere Anteile hielt, zählten u. a. die Alpine-Montangesellschaft, die Brown, Boveri Werke, die Glanzstoff, die Grazer Waggonfabrik, Hofherr-Schrantz, die Schwechater Brauerei und die Simmeringer Waggon- und Maschinenfabrik.
Nach dem Ende des Ersten Weltkriegs und dem Zerfall der Habsburgermonarchie musste das Institut seinen beherrschenden Einfluss auf die Bebca aufgeben. Infolge der Bankenkrise der 1930er Jahre wurden die Mobilbankenaktivitäten der Niederösterreichischen Escompte-Gesellschaft schließlich 1934 mit der eben sanierten Creditanstalt fusioniert. Zurück blieb eine reine Industrieholding namens Österreichische Industriekredit AG, welche erst 2010 liquidiert wurde.
Die Escompte-Gesellschaft hatte ihren Hauptsitz ab 1885 in der Kärntner Straße 7. 1913–1915 erbauten  Ernst Gotthilf-Miskolczy und Alexander Neumann die neue Zentrale an der Stelle des ehemaligen Hofkriegsratsgebäudes (Am Hof Nr. 2). Dieser Neubau diente auch nach der Fusion mit der Creditanstalt als Bankgebäude und fungierte einige Jahrzehnte als Sitz der Österreichischen Länderbank. Nach dem Verkauf durch die Bank Austria im Jahr 2008 wurde das Bankgebäude in ein Hotel umgebaut, das 2014 eröffnet wurde.